# Ilinci
Ilinci es un pueblo ubicado en la municipalidad de Šid, en el distrito de Sirmia, Serbia.

## Superficie
Posee una superficie de 28,15 kilómetros cuadrados.

## Demografía
Hasta 2011 la población era de 804 habitantes, con una densidad de población de 28,56 habitantes por kilómetro cuadrado.